# Гроза, Александр Григорьевич
Гроза Алекса́ндр Григо́рьевич (род. 6 марта 1965) — советский и казахстанский футболист, нападающий.
Воспитанник целиноградского футбола, в заявку местного «Целинника» попадал ещё в 1983 году. На протяжении десяти лет играл на любительском уровне. В 1993 году становится игроком основы «Целинника». В 1994 году стал лучшим бомбардиром команды забив всего четыре мяча в чемпионате. Далее снова перешёл на любительский уровень. С 1997 по 1999 играл за другой местный клуб «Наша Кампания».